# Илякшиде
Илякшиде́ (баш. Иләкшиҙе) — деревня в Илишевском районе Башкортостана, входит в состав Бишкураевского сельсовета.

## Географическое положение
Расстояние до:
- районного центра (Верхнеяркеево): 28 км,
- центра сельсовета (Бишкураево): 2 км,
- ближайшей ж/д станции (Буздяк): 106 км.

## Этимология названия
Топоним Илякшиде происходит от башкирских слов баш. иләк «сито, решето» и баш. шиҙе «ручей».

## История
Село было основано башкирами Ельдякской волости Казанской дороги на собственных вотчинных землях. Известно с 1784 года.

## Население
| 2002 | 2009 | 2010 |
| ---- | ---- | ---- |
| 240  | ↘235 | ↗240 |

Национальный состав
Согласно переписи 2002 года, преобладающая национальность — башкиры (96 %).

## Религия
В деревне есть мечеть.

## Известные уроженцы
- Гареев, Муса Гайсинович (9 июня 1922 — 17 сентября 1987) — советский военный лётчик, участник Великой Отечественной войны, дважды Герой Советского Союза.